# Красноногая радужница
Красноногая радужница (лат. Plateumaris bracata) — вид листоедов из подсемейства радужниц. Распространён в западной части Палеарктике от Испании до Центральной Азии и Синьцзян-Уйгурского района Китая.

## Описание
Жуки чёрные с зеленоватым или фиолетовым оттенком, длиной тела от 9 до 12 мм. Ноги красно-бурые. Надкрылья удлиненные, примерно в два раза длиннее ширины, бока надкрылий очень прямые, почти параллельные. Питаются внутри стеблей тростника.